# Гавлис, Иржи
Иржи Гавлис (чеш. Jiří Havlis; 16 ноября 1932, Майдалена, Чехословацкая Республика — 31 января 2010, Тршебонь, Чехия) — чехословацкий спортсмен (академическая гребля), чемпион Олимпийских игр 1952 года в Хельсинки в четвёрке распашной с рулевым.

## Биография
В 1952 году в составе сборной Чехословакии по академической гребле выиграл золотую медаль в заездах четвёрок распашных с рулевым (в состав экипажа вошли Карел Мейта, Гавлис, Ян Индра, Станислав Луск, рулевой Мирослав Коранда).
В предварительном раунде соревнований (20 июля) чехословацкий экипаж занял первое место (7:16.6), опередив экипажи Норвегии, Нидерландов и Японии, показав лучшее время дня. В полуфинале, состоявшемся 21 июля, чехословаки (6:58.5) опередили экипажи Швейцарии (6:59.2), Великобритании (7:04.1) и СССР (7:11.6). И в финале, 23 июля, чехословаки с результатом 7:33.4 уверенно опередили более опытные экипажи швейцарцев, американцев и британцев и неожиданно пробившихся в финал финнов. Это золото стало первым в истории академической гребли Чехословакии.
Спустя год, экипаж Гавлиса, в том же составе, повторил свой успех на открытом чемпионате Европы в Копенгагене, а в 1954 году, с рулевым Радомиром Плчеком, завоевал бронзовую медаль.
Иржи начал свою карьеру в клубе «Искра» из Тршебони, с 1952 по 1954 год выступал за Армейский спортивный клуб (чеш. Armádní tělovýchovný klub, ATK) Праги, в 1955 году вернулся в «Искру», где продолжал тренироваться до 1960 года. Чемпион Чехословакии 1951—1954.
В Олимпийских играх в Мельбурне участия не принимал.
Церемония прощания состоялась 5 февраля в костеле святой Елизаветы в Тршебони. На ней присутствовали Карел Мейта и Ян Индра.

### Книги
- Tomeš, Josef, a kol. Český biografický slovník XX. století : I. díl : A-J : Praha ; Litomyšl : Paseka , Petr Meissner, 1999. ISBN 80-7185-246-5. S. 434

### Статьи
- Miroslav Král Odešel veslař, olympionik // Jindřichohradecký deník, 05.02.2010, roč. 19, č. 30, s. 10
- Libuše Kotilová Rozhovor s pamětníky třeboňského veslování — Karlem Čižínským, Janem Jindrou a Jiřím Havlisem // Třeboňský svět, 01.11.2007, č. 11, s. 9